# Правительство Приднестровской Молдавской Республики
Правительство Приднестровской Молдавской Республики — высший исполнительный и распорядительный орган власти непризнанной странами-членами ООН Приднестровской Молдавской Республики по Конституции ПМР.

## История
После внесения изменений в Конституцию ПМР в 2000 фактически являлся совещательным органом при Президенте ПМР.
В 2000—2011 в Конституции ПМР вообще не упоминалось слово «правительство», данный орган назывался «кабинетом министров». Поскольку до 2012 ПМР являлась непризнанной президентской республикой, главой исполнительной власти (то есть председателем правительства) являлся Президент ПМР. С 3 сентября по 29 ноября 1990 существовала отдельная должность председателя правительства (совета министров), исполняющим обязанности которого являлся Станислав Мороз.
Институт правительства и должность премьер-министра Приднестровья были введены 1 января 2012 в соответствии с поправками, внесёнными в июне 2011 в Конституцию ПМР. До 1 января 2012 кабинет министров ПМР формировался Президентом ПМР для осуществления своих полномочий в качестве главы исполнительной власти республики. Министры напрямую подчинялись главе приднестровского государства. В соответствии с поправками, высшим исполнительным органом власти ПМР становится правительство, в состав которого включены Председатель Правительства ПМР, его заместители, министры, главы государственных администраций городов и районов.

## Полномочия
Правительство Приднестровской Молдавской Республики осуществляет свою деятельность на основе Конституции ПМР, конституционных законов и законов Приднестровской Молдавской Республики, а также правовых актов Президента Приднестровской Молдавской Республики.
На основании Конституции ПМР Правительство осуществляет следующие полномочия:
- разрабатывает и представляет Верховному совету Приднестровской Молдавской Республики проект республиканского бюджета и обеспечивает его исполнение; представляет Верховному Совету отчет об исполнении республиканского бюджета; представляет Верховному Совету ежегодные отчеты о результатах своей деятельности, в том числе по вопросам, поставленным Верховным Советом;
- обеспечивает проведение единой государственной политики в области культуры, науки, образования, здравоохранения, социального обеспечения, экологии;
- осуществляет меры по обеспечению обороны страны, государственной безопасности, организует реализацию внутренней и внешней политики государства;
- осуществляет меры по обеспечению законности, прав и свобод граждан, охране собственности и общественного порядка, борьбе с преступностью;
- осуществляет иные полномочия, возложенные на него Конституцией ПМР, законами, указами Президента Приднестровья.

## Состав Правительства ПМР
В соответствии с Конституцией ПМР Правительство Приднестровской Молдавской Республики состоит из:
- Председателя Правительства ПМР
- заместителей Председателя Правительства ПМР (с 2014 г. существует должность первого заместителя)
- министров ПМР
- глав государственных администраций городов и районов ПМР.

### Структура аппарата правительства, включающая руководство правительства
- Руководство Правительства Приднестровской Молдавской Республики:
  - Председатель Правительства Приднестровской Молдавской Республики;
  - Заместитель Председателя Правительства Приднестровской Молдавской Республики
- Аппарат Правительства Приднестровской Молдавской Республики:
  - Руководитель Аппарат Правительства Приднестровской Молдавской Республики;
  - первый заместитель Руководителя Аппарата Правительства Приднестровской Молдавской Республики;
  - заместитель Руководителя Аппарата Правительства Приднестровской Молдавской Республики;
  - должностные лица при Председателе Правительства Приднестровской Молдавской Республики, должностные лица при заместителе Председателя Правительства Приднестровской Молдавской Республики, представитель Правительства Приднестровской Молдавской Республики в Верховном Совете ПМР;
  - Главное управление правового обеспечения и контроля Правительства Приднестровской Молдавской Республики;
  - Главное управление информации и протокола Правительства Приднестровской Молдавской Республики;
  - Главное управление документационного обеспечения Правительства Приднестровской Молдавской Республики;
  - Управление делами Правительства Приднестровской Молдавской Республики;
  - отдел бухгалтерского учёта и отчётности Правительства Приднестровской Молдавской Республики[2].

Председатель Правительства Приднестровской Молдавской Республики назначается Президентом ПМР с согласия Верховного Совета ПМР; освобождается от должности самостоятельно Президентом ПМР.
Заместители Председателя Правительства ПМР, министры ПМР и главы государственных администраций городов и районов ПМР назначаются на должности и освобождаются от должностей Президентом ПМР по предложению Председателя Правительства ПМР.
Министры ПМР и руководители других ведомств не могут занимать какую-либо другую оплачиваемую должность, осуществлять предпринимательскую и иную деятельность, за исключением научной, преподавательской и иной творческой деятельности, входить в состав руководящего органа или наблюдательного совета коммерческой организации, быть депутатами Верховного Совета ПМР и иных представительных органов в Приднестровской Молдавской Республике, а также приостанавливают членство в политических партиях и других общественных объединениях, преследующих политические цели, на весь срок своих полномочий.
Верховный Совет ПМР имеет исключительное право возбуждать процедуру отрешения от должности и принимать решение об отрешении от должности членов Правительства ПМР на основании заключения Верховного суда ПМР, подтверждающего наличие в их действиях состава преступления, и заключения Конституционного суда ПМР о соблюдении установленного порядка выдвижения обвинения, если в результате рассмотрения они будут признаны виновными в государственной измене, коррупции, умышленном нарушении Конституции ПМР, имевшем тяжкие последствия, других тяжких преступлениях.
Должности членов Правительства ПМР являются государственными должностями ПМР. Члены Правительства ПМР персонально и непосредственно участвуют в принятии решений на заседаниях Правительства ПМР, обладая решающим голосом.

## Президентство Игоря Смирнова (1991—2012)
В период президентства Игоря Смирнова высшего коллегиального исполнительного и распорядительного органа государственной власти не существовало, его функции отчасти осуществлялись кабинетом министров, действующим при главе государства. Кабинет министров не являлся органом государственной власти, а имел признаки группового объединения руководителей исполнительных органов власти. При такой модели все ключевые решения непосредственно принимались главой государства.

## Президентство Евгения Шевчука (2011—2016)
Инициатива учреждения института правительства республики принадлежала Евгению Шевчуку, который после избрания на президентский пост приступил к реформированию системы органов исполнительной власти.
За весь период президентства Евгения Шевчука сменилось три премьер-министра и четыре состава правительства. Наиболее длительным по времени осуществления полномочий оказалось правительство Татьяны Туранской.

### Правительство Петра Степанова
24 января 2012 Президент ПМР утвердил структуру Правительства. В систему органов исполнительной ветви вошли республиканские министерства, комитеты и государственные службы.

### Правительство Татьяны Туранской
Указом Президента ПМР от 10 июля 2013 с согласия Верховного совета ПМР на должность премьер-министра была назначена Татьяна Туранская.
Указом Президента ПМР от 23 июля 2013 № 339 «Об утверждении системы и структуры исполнительных органов государственной власти Приднестровской Молдавской Республики» была утверждена новая структура органов исполнительной власти Приднестровской Молдавской Республики.

### Временное правительство Майи Парнас
Указом Президента ПМР от 2 декабря 2015 № 428 Председатель Правительства ПМР Татьяна Туранская была освобождена от должности в связи с её избранием в Верховный совет Приднестровской Молдавской Республики. Временное исполнение обязанностей Председателя Правительства ПМР было возложено на Майю Парнас.

### Правительство Павла Прокудина
Указом Президента ПМР от 23 декабря 2015 с согласия Верховного Совета ПМР на должность премьер-министра был назначен Павел Прокудин.

## Президентство Вадима Красносельского (с 2016)
16 декабря 2016 Вадим Красносельский официально вступил в должность Президента Приднестровской Молдавской Республики. В тот же день издал 6 указов: за № 1 он поручил действующему Правительству исполнять обязанности до сформирования нового состава Правительства; за № 2 он прекратил исполнение обязанностей лицами, непосредственно подчиненными Президенту, составлявшими персональную команду Евгения Шевчука; за № 3 назначил на должность Руководителя Администрации Президента ПМР Сергея Белоуса; за № 4 освободил от должности начальника Службы безопасности Президента ПМР Сергея Монула, назначив за № 5 на эту должность Виталия Меленчука; за № 6 установил порядок пользования и распоряжения государственным и муниципальным имуществом, предусматривающий временный запрет на заключение сделок и исполнение ранее заключенных сделок с государственным и муниципальным имуществом, а также его передачу, списание и (или) уничтожение.

### Правительство Александра Мартынова
17 декабря 2016 с согласия Верховного совета ПМР Вадим Красносельский назначил на должность Председателя Правительства ПМР Александра Мартынова.

### Правительство Александра Розенберга
30 мая 2022, с согласия Верховного совета ПМР, Вадим Красносельский назначил на должность Председателя Правительства ПМР Александра Розенберга.

## Действующее правительство
| Должность | Руководитель                         | Начало          | Окончание      |
| Председатель Правительства | Розенберг Александр Николаевич       | 30 мая 2022     | в должности    |
| Заместитель Председателя Правительства — Министр экономического развития                                                                                            | Оболоник Сергей Анатольевич          | 30 мая 2022     | в должности    |
| Заместитель Председателя Правительства по вопросам правового регулирования и взаимодействия с органами государственной власти — Руководитель Аппарата Правительства | Таранов Виктор Михайлович            | 10 октября 2023 | в должности    |
| Заместитель Председателя Правительства — Министр финансов | Рускевич Алёна Александровна (и. о.) | 30 мая 2022     | 2 июня 2022    |
| Заместитель Председателя Правительства — Министр финансов | Рускевич Алёна Александровна         | 2 июня 2022     | в должности    |
| Министр просвещения | Иванишина Светлана Николаевна        | 30 мая 2022     | в должности    |
| Министр сельского хозяйства и природных ресурсов | Паламарчук Игорь Иванович            | 29 августа 2024 | в должности    |
| Министр иностранных дел | Игнатьев Виталий Викторович          | 30 мая 2022     | в должности    |
| Министр внутренних дел | Нягу Виталий Николаевич              | 30 мая 2022     | в должности    |
| Министр обороны | Обручков Олег Александрович          | 30 мая 2022     | в должности    |
| Министр по социальной защите и труду | Куличенко Елена Николаевна           | 30 мая 2022     | в должности    |
| Министр здравоохранения | Албул Кристина Валерьевна            | 30 мая 2022     | в должности    |
| Министр юстиции | Тумба Александра Иосифовна           | 30 мая 2022     | в должности    |
| Министр государственной безопасности | Гебос Валерий Дмитриевич             | 30 мая 2022     | в должности    |
| Министр цифрового развития, связи и массовых коммуникаций | Бабенко Сергей Борисович             | 30 мая 2022     | в должности    |
| Глава администрации города Тирасполь и города Днестровск | Довгопол Олег Анатолиевич            | 30 мая 2022     | 20 ноября 2024 |
| Глава администрации города Тирасполь и города Днестровск | Тюряева Илона Петровна               | 21 ноября 2024  | в должности    |
| Глава администрации города Бендеры | Иванченко Роман Дмитриевич           | 30 мая 2022     | в должности    |
| Глава администрации Григориопольского района и города Григориополь                                                                                                  | Габужа Олег Фёдорович                | 30 мая 2022     | в должности    |
| Глава администрации Дубоссарского района и города Дубоссары | Чабан Руслан Иванович                | 30 мая 2022     | в должности    |
| Глава администрации Каменского района и города Каменка | Бычков Владимир Владимирович         | 30 мая 2022     | 26 июля 2024   |
| Глава администрации Каменского района и города Каменка | Сокирка Сергей Андреевич             | 29 июля 2024    | в должности    |
| Глава администрации Рыбницкого района и города Рыбница | Тягай Виктор Викторович              | 30 мая 2022     | в должности    |
| Глава администрации Слободзейского района и города Слободзея | Тищенко Василий Васильевич           | 30 мая 2022     | в должности    |

### Иные органы исполнительной власти
| Орган                                                                    | Руководитель                       | Начало      | Окончание   |
| В ведении Президента Приднестровской Молдавской Республики               |                                    |             |             |
| Администрация Президента                                                 | Белоус Сергей Владимирович         | 30 мая 2022 | в должности |
| Государственный таможенный комитет                                       | Грабко Валентин Васильевич         | 30 мая 2022 | в должности |
| Следственный комитет                                                     | Брынзарь Вячеслав Иванович         | 30 мая 2022 | в должности |
| Государственная служба охраны                                            | Меленчук Виталий Михайлович        | 30 мая 2022 | в должности |
| Государственная служба судебных исполнителей                             | Чубкина-Фучеджи Снежана Васильевна | 30 мая 2022 | в должности |
| Государственная служба управления документацией и архивами               | Тодорашко Зинаида Георгиевна       | 30 мая 2022 | в должности |
| В ведении Правительства Приднестровской Молдавской Республики            |                                    |             |             |
| Государственная служба по спорту                                         | Соколенко Вячеслав Григорьевич     | 30 мая 2022 | в должности |
| Государственная служба по культуре и историческому наследию              | Кырмыз Мария Андреевна             | 30 мая 2022 | в должности |
| Государственная служба исполнения наказаний Министерства юстиции         | Ищенко Виталий Сергеевич           | 30 мая 2022 | в должности |
| Государственная служба экологического контроля и охраны окружающей среды | Сотников Василий Васильевич        | 30 мая 2023 | в должности |
| Государственная служба статистики                                        | Случинская Наталья Анатольевна     | 30 мая 2022 | в должности |